# Ugo Palmerini
Cavaliere Ugo Palmerini (Firenze, 18 novembre 1882 – Firenze, 2 ottobre 1959) è stato un drammaturgo italiano.
Dette un importante contributo allo sviluppo della commedia fiorentina in vernacolo, negli anni di maggior successo popolare del genere. Autore molto apprezzato in vita, ha lasciato un vasto repertorio di commedie interpretate da grandi attori, fra i quali il genovese Gilberto Govi.

## Biografia
Conseguita la laurea in giurisprudenza il 27 novembre 1906 presso l'ateneo di Camerino, fu impiegato presso le Ferrovie dello Stato dove raggiunse il grado di Ispettore Principale.
Per hobby si mise a scrivere di tutto: canzonette napoletane, poesie in vernacolo fiorentino. Tuttavia sentiva una particolare attrazione per il Teatro dialettale brillante ed è in questo campo che si concentra il corpo principale della sua produzione. Le sue commedie furono rappresentate in tutta Italia e anche all'estero: Argentina, Spagna e Paesi Bassi.
Il 27 ottobre 1930 fu nominato cavaliere e successivamente nel 1938 Cavaliere di Gran Croce per i suoi meriti di scrittore di commedie in vernacolo fiorentino.

## Commedie
La bon'anima, opera in tre atti, nel 1922 vince il primo premio del concorso indetto dalla Società per lo sviluppo e la promozione del teatro vernacolare, la STAF. Altre commedie (Quello bonanima e Il merlo bianco) sono vincitrici di premi letterari come opere prime a Firenze e Bologna. La sora Maddalena ha tenuto il cartellone per ben 132 repliche.
Tutto il repertorio è stato rappresentato in svariati dialetti: genovese, bolognese, parmense, massese e meneto. La traduzione nei vari dialetti è stata curata dallo stesso Palmerini. Tra le compagnie dialettali che hanno recitato questi lavori: la Compagnia di Ferruccio Benini, la Compagnia fiorentina Niccoli, la Compagnia Dialettale Genovese diretta da Gilberto Govi, la Compagnia Dialettale Micheluzzi, la Compagnia Durante, la Compagnia I Novi, la Compagnia fiorentina Nannini, la Compagnia Certini e in Argentina sia in televisione che in teatro da compagnie locali dirette dal regista Nino Fortuna.
Alcune commedie sono state trasmesse in televisione nelle interpretazioni di Gilberto Govi: Quello bonanima, Le forche caudine, Articolo quinto, Il dente del giudizio.

## Repertorio
- Come le allodole
- Il trabocchetto
- Il rotto della cuffia
- La vittoria di Pirro
- La Bon'anima
- Il campionissimo
- Quello bonanima
- Il merlo bianco
- Mi chiamo Leone
- Il cacio sui maccheroni
- Tela a mulin
- Le forche caudine
- Articolo quinto
- Il dente del giudizio
- Napoleone salvami
- Barba e capelli
- La pappa scodellata
- In campagna è un'altra cosa
- Pescatore affonda l'esca
- Il volo fuor del nido (su spunto di Alfredo Testoni)
- La voce che c'è in giro (su spunto di Alfredo Testoni)
- Beppe ha quella mania (su spunto di Alfredo Testoni)
- La fattucchiera (su spunto di Alfredo Testoni)
- La sora Maddalena (su spunto di Alfredo Testoni)
- In pretura (su spunto di Giuseppe Ottolenghi)
- La matrigna (su spunto di Alfredo Testoni)
- Che farebbe lei? (su spunto di Alfredo Testoni)
- La fonte degli scandali (su spunto di Alfredo Testoni)
- La serva che sa fare (su spunto di Alfredo Testoni)
- I donnini nell'Alto Adige (su spunto di Alfredo Testoni)